# 3A busz (Balassagyarmat)
A balassagyarmati 3A busz a város egyik autóbuszvonala, a Vasútállomás és a Bremas Kft. között közlekedik munkanapokon. A járatot a MÁV Személyszállítási Zrt. üzemelteti.
| Bremas Kft. felé |
| --- |
| Vasútállomás – Bajcsy-Zsilinszky utca – Civitas Fortissima tér – Rákóczi fejedelem út – Kóvári út – Ipari park – Kábelgyár – Déli elkerülő – Bremas Kft. |

## Története
2025. március 15.-ös menetrend alapján munkanapokon napi egyszer közlekedik.'

## Megállóhelyei
| 3A (Vasútállomás-Bremas Kft.) |                         |                          |                                                                                           |
| Perc (↓)                      | Megállóhely             | Átszállási kapcsolatok   | Létesítmények                                                                             |
| 0                             | Vasútállomás végállomás | 1A, 3, 5, 5A S780 , S750 | Balassagyarmat vasútállomás                                                               |
| 2                             | Malom                   | 4, 5, 5A, 6B, 6C, 7, 8   |                                                                                           |
| 3                             | Strand                  | 1B, 5A, 6B, 6C, 8, 8A    | Nagyligeti Sporttelep, Közép-Duna-völgyi Vízügyi Igazgatóság, Balassagyarmati Strandfürdő |
| 4                             | Fémipari Vállalat       | 4, 5A, 6A                |                                                                                           |
| 5                             | Kábelgyár               | 4, 4A, 5A, 6A, 6B        | Prysmian Kábelgyár, Delta-Tech Mérnöki Iroda                                              |
| 7                             | Bremas Kft. végállomás  | 4, 4A, 6A                | Bremas Kft                                                                                |